# 玖珠観光バス
玖珠観光バス株式会社（くすかんこうバス）は、大分県の乗合バス・貸切バス事業者である。営業エリアは、玖珠郡玖珠町、同郡九重町、中津市。かつては熊本県阿蘇郡小国町も含まれていた。大分交通が100%を出資する子会社である。

## 沿革
1989年、大分交通の子会社として設立。玖珠営業所およびその担当路線を大分交通より引き継いだ。

## 本社及び営業所
本社所在地は玖珠郡玖珠町大字帆足2223-2。以下の営業所を持つ。
- 玖珠営業所（玖珠郡玖珠町大字帆足）

## 主なバスターミナル
豊後森（玖珠郡玖珠町大字帆足）
JR久大本線豊後森駅前。玖珠町中心部を発着するすべての一般路線バスが利用できる。出札機能もある。

## 現行路線

### 豊後森 - 深耶馬渓 - 柿坂 - 中津線
- 豊後森 - 八重垣 - 鹿倉 - 深耶馬渓温泉 - 鴫良温泉 - 山移 - 百田 - 柿坂 - 平田 - 青の洞門 - 野路 - 新万田 - 中津駅
- 豊後森 - 八重垣 - 鹿倉 - 深耶馬渓温泉 - 鴫良温泉 - 山移 - 鷹丸 - 柿坂

県道28号を経由して深耶馬渓方面へ向かう路線。大交北部バスエリアに乗り入れる中津駅発着は1往復のみ。柿坂発着は百田経由が2往復、鷹丸経由は平日のみ1.5往復の運行。そのほか平日の朝に、深耶馬渓温泉発鷹丸経由柿坂行きと鹿倉発豊後森行きが1本ずつ運行される。日祝日は全便運休である。

### 豊後森 - 守実温泉線
- 豊後森 - 森町 - 八幡小学校 - 太田 - 立羽田 - 梶原 - 守実温泉
- 豊後森 - 綾垣 - 八幡小学校 - 太田 - 立羽田 - 梶原 - 守実温泉

県道43号を経由して旧山国町方面へ向かう路線。森町経由・綾垣経由各1往復が運行されるほか、平日は豊後森 - 森町 - 梶原間の区間便が1往復運行される。

### 豊後森 - 山下線
- 豊後森 - 綾垣 - 八幡小学校 - 太田 - 山下

### 豊後森 - 宝泉寺線

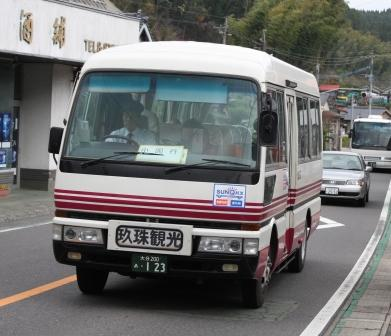
車両

- 豊後森 - 塚脇 - 引治 - 万年山登山口 - 町田 - 壁湯 - 宝泉寺 - 二瀬 - 川底温泉 - 麻生釣
- 豊後森 - 塚脇 - 引治（ - 九重町役場 - 引治駅） - 万年山登山口 - 町田 - 壁湯 - 宝泉寺 - 二瀬 - 川底温泉 - 菅原（ - 麻生釣）
- 豊後森 - 塚脇 - 引治（ - 九重町役場 - 引治駅） - 万年山登山口 - 町田 - 壁湯 - 宝泉寺 - 二瀬 - 串野温泉（ - 川底温泉 - 菅原）

国道387号を経由して宝泉寺温泉などのある九重町西部へと向かう、玖珠観光バスの主力路線。旧国鉄宮原線廃止に伴う代替バス路線であり、2013年3月31日までは熊本県の小国まで運行されていた。小国まで運行されていた時代に関しては、下記「過去に運行していた路線」の項目を参照。途中の二瀬までは区間便や菅原線、串野線と合わせて1時間あたり1本程度の運行となる。九重町役場は平日の一部便のみ経由する。

### 玖珠町まちなか循環バス

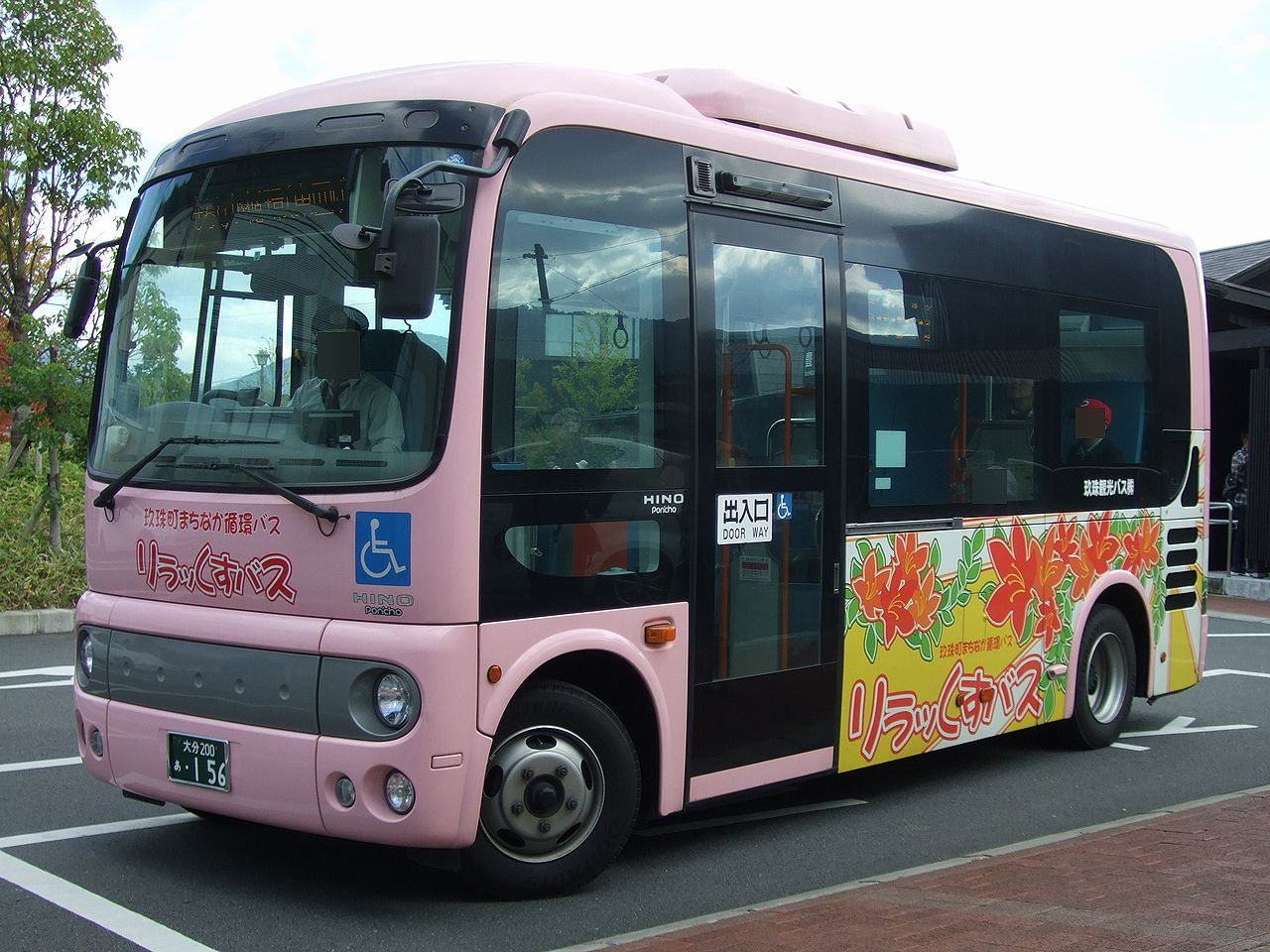
玖珠町まちなか循環バス

- 西回り：わらべの館前 → 森本町 → 森二葉町 → 森御幸町 → 森中央小学校前 → 栄町 → 森中学校前 → 自衛隊入口 → 上の市 → 十文字 → 玖珠町役場前 → 春日町 → 塚脇本町 → 塚脇 → 門出 → 運動公園 → 門出 → 寺山 → 玖珠警察署前 → 下長野 → 農協本店前 → 春日町 → 玖珠町役場前 → 十文字 → 森駅前 → 玖珠郵便局前 → メルサンホール前 → 大畑入口 → 道の駅 → 森中央小学校前 → 森御幸町 → 森二葉町 → 森横町
- 東回り：わらべの館前 → 童話碑入口 → 森横町 → 森二葉町 → 森御幸町 → 森中央小学校前 → 道の駅 → 大畑入口 → メルサンホール前 → 玖珠郵便局前 → 森駅前 → 十文字 → 玖珠町役場前 → 春日町 → 農協本店前 → 下長野 → 玖珠警察署前 → 寺山 → 門出 → 運動公園 → 門出 → 塚脇 → 塚脇本町 → 春日町 → 玖珠町役場前 → 十文字 → 上の市 → 自衛隊入口 → 森中学校前 → 栄町 → 森中央小学校前 → 森御幸町 → 森二葉町 
  - 全停留所掲載

玖珠町中心部にある公共施設、商店、金融機関、観光施設、豊後森駅、道の駅童話の里くす（玖珠バスストップ前）などを巡回するコミュニティバスで、愛称はリラッくすバス。西回りと東回りが4本ずつ、計8本運行される。2010年10月1日に運行開始した。運賃は区間制で初乗り140円、最大200円。
運行開始当初は数か月から半年ごとに日田バスと玖珠観光バスが交代で運行を担当していたが、2015年度以降は通年で玖珠観光バスによる運行となっている。日野・ポンチョの専用車を使用する。

## 過去に運行していた路線

### 高速：玖珠（塚脇） - 福岡（天神）線「はねやま号」

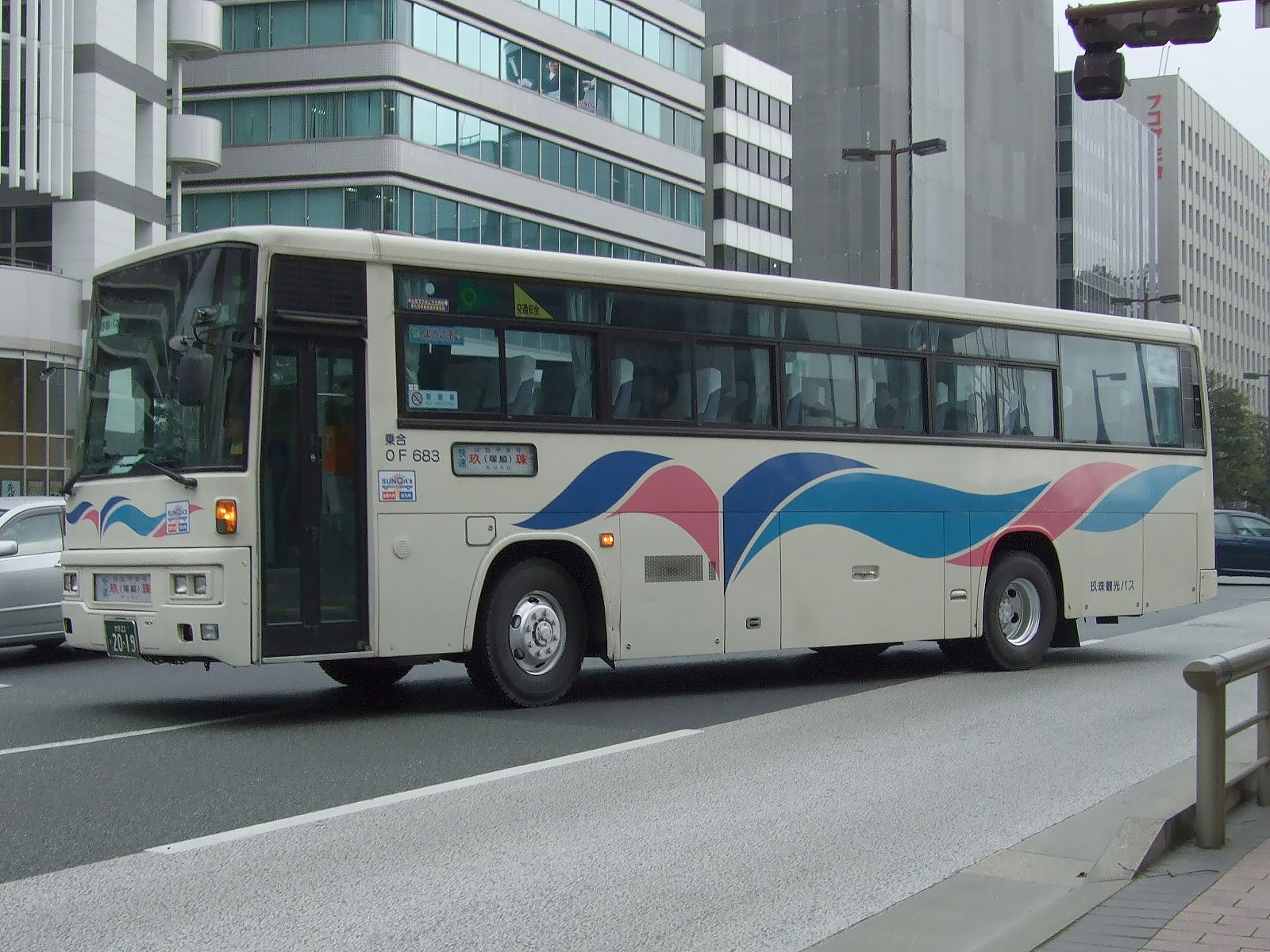
はねやま号

- 西鉄天神バスセンター - 高速基山 - 高速日田 - 玖珠インター（福岡行きのみ停車） - ふれあい広場 - 森駅前 - 春日町 - 塚脇
  - 所要時間:西鉄天神バスセンター － 玖珠（塚脇） 1時間31分

玖珠観光バスの単独運行。座席定員制で事前予約は不要。片道のみの利用の場合は降車の際に運賃を現金で支払う。また、往復乗車券・回数券は豊後森駅前の出札窓口または車内でのみの販売であり、西鉄天神バスセンター窓口での販売は行っていなかった。また、この路線の回数券・往復乗車券は「はねやま号」専用であり、他のとよのくに号、ゆふいん号、サンライト号などへの利用や、とよのくに号、ゆふいん号、サンライト号の回数券・乗車券での「はねやま号」の利用はできなかった。
2008年9月1日から1年間の試行運行を開始したが、2009年8月31日をもって運行を終了した。SUNQパスが利用可能だった。

### 豊後森 - 宝泉寺 - 小国線
- 豊後森 - 塚脇 - 引治 - 万年山登山口 - 町田 - 壁湯 - 宝泉寺 - 二瀬 - 川底温泉 - 麻生釣 - 奴留湯 - 北里小学校 - 松原 - 小国中央 - 小国

国道387号を経由して宝泉寺温泉などのある九重町西部、さらに熊本県の小国町へと向かっていたかつての玖珠観光バスの主力路線で、2013年4月1日廃止。旧国鉄宮原線廃止に伴う代替バス路線であるが、宮原線の起点であった恵良駅は経由しない。最終期のダイヤでは豊後森 - 小国間の運行は4往復であったが、途中の二瀬までは区間便や菅原線、串野線と合わせて1時間あたり1本程度の運行であった。